# Nahírianka
Nahírianka (ucraniano: Нагі́рянка; polaco: Nagórzanka) es un municipio rural de Ucrania, perteneciente al raión de Chortkiv en la óblast de Ternópil.
El municipio, con una población total de 8738 habitantes en 2020, incluye tanto el sélyshche de Nahírianka (de unos dos mil habitantes) como once pueblos. El municipio se fundó en 2020 mediante la fusión de los hasta entonces consejos rurales de Nahírianka, Zabolótivka, Kapústyntsi, Mylivtsí, Mujavka, Sosulivka, Stará Yahílnytsia, Uláshkivtsi, Shulhanivka y Yahílnytsia. Además de estas diez localidades, también pertenecen al municipio los pueblos de Dolyna y Cherkávshchyna.
Se conoce la existencia del pueblo desde el siglo XVI, e históricamente pertenecía al señorío que la familia noble Lanckoroński tenía en la zona, con sede en la actual pedanía de Yahílnytsia. Desde la formación de su consejo rural tras incorporarse a la RSS de Ucrania en 1939, ha destacado dentro la óblast por ser su única localidad rural sin denominación de pueblo, ya que el hasta entonces pueblo de Nahírianka fue reclasificado por los soviéticos como sélyshche, por tener características tanto rurales como urbanas.
Se ubica sobre la carretera M19, a medio camino entre Chortkiv y Tovste.